# Bolivaia apicala
Bolivaia apicala är en insektsart som beskrevs av Delong 1982. Bolivaia apicala ingår i släktet Bolivaia och familjen dvärgstritar. Inga underarter finns listade i Catalogue of Life.